# Michel-Étienne Turgot

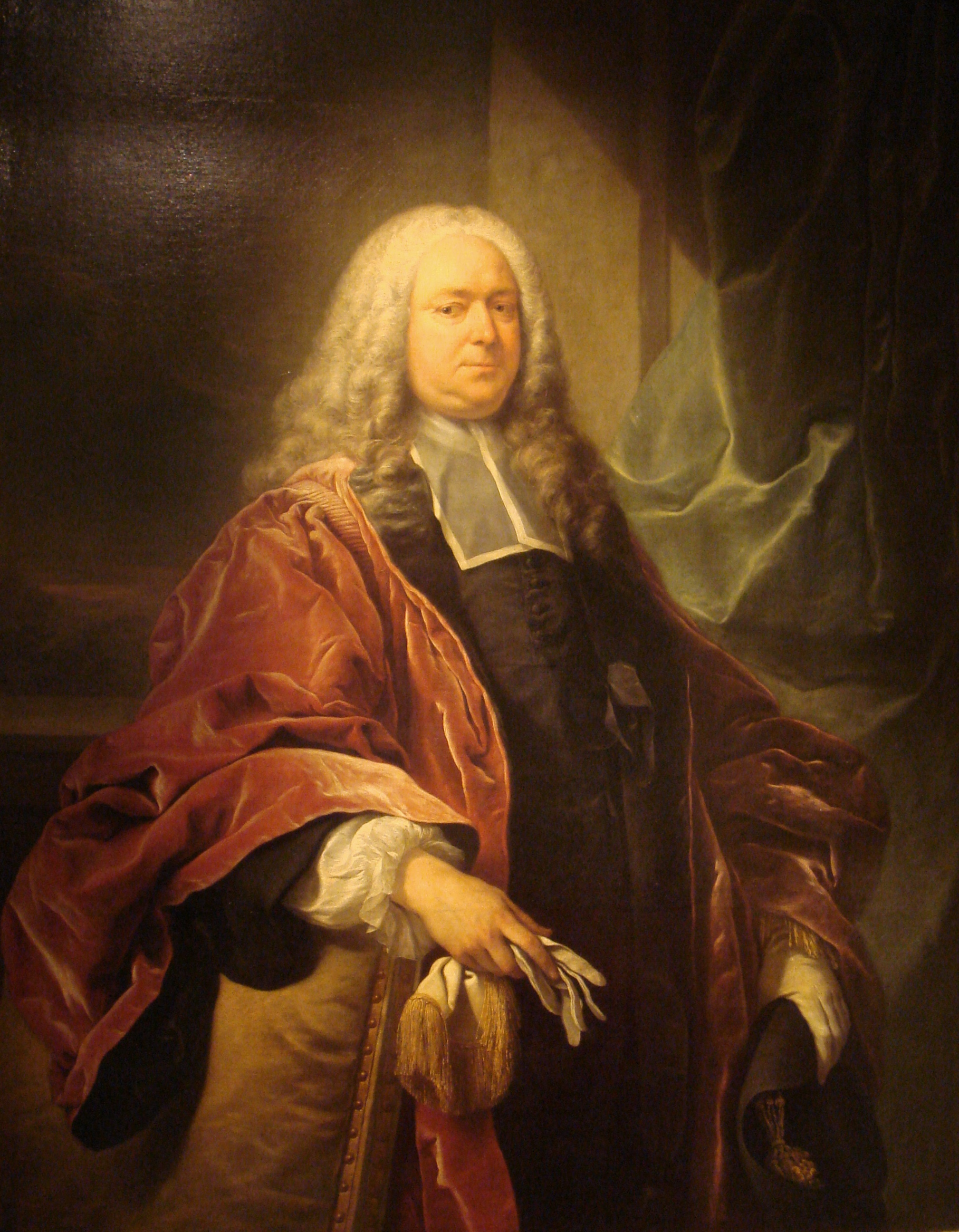
Michel-Etienne Turgot, di Charles-André van Loo, 1739.

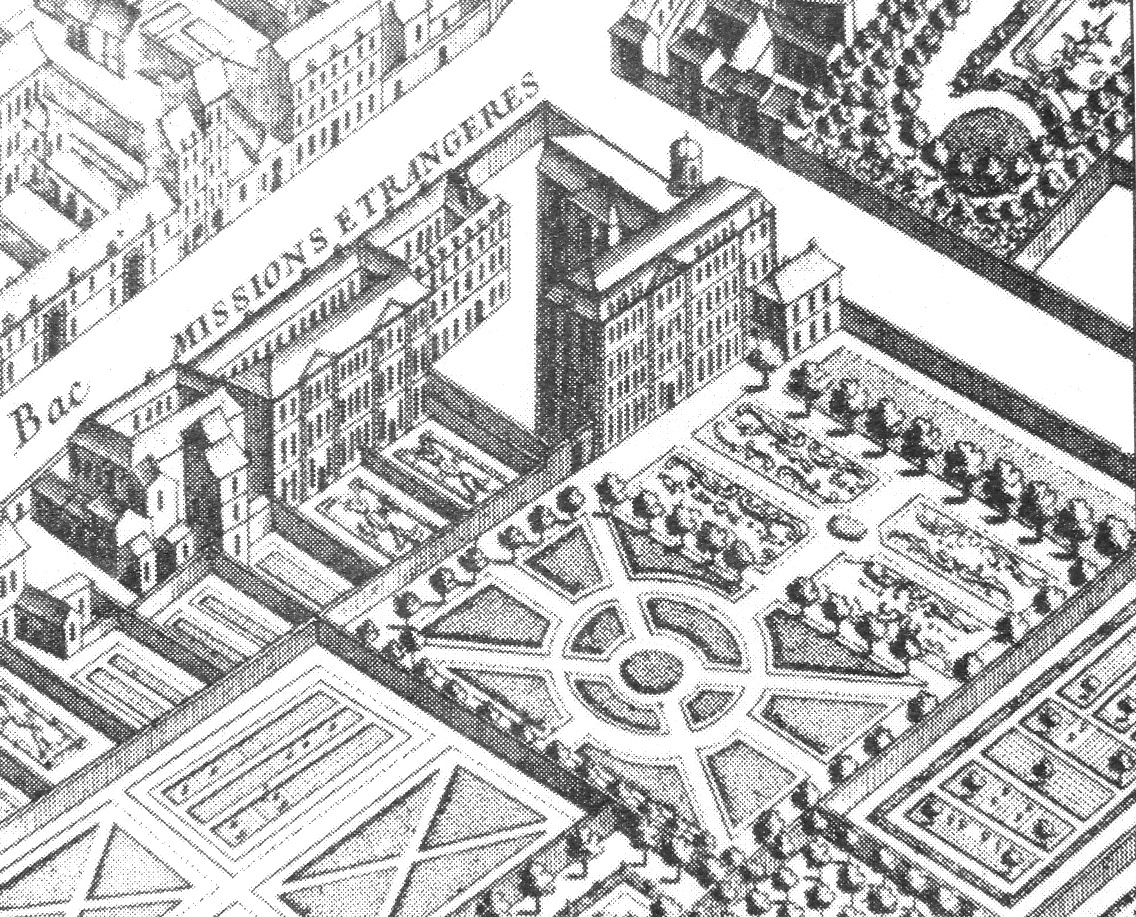
La Società per le missioni estere di Parigi nel "Plan Turgot" del 1739.

Michel-Étienne Turgot (Parigi, 9 giugno 1690 – Parigi, 1º febbraio 1751) è stato un politico francese.

## Biografia
Fu prévôt des marchands de Paris ("Maestro dei mercanti di Parigi", vale a dire sindaco di Parigi) dal 1729 al 1740. Il suo nome è associato ad una delle mappe più famose di Parigi, il "Plan de Turgot" ("Mappa Turgot"), una dettagliata veduta di Parigi a volo d'uccello realizzata da Louis Bretez dal 1734 al 1739.  
Michel-Étienne Turgot era il padre del famoso Anne Robert Jacques Turgot, economista e ministro di Luigi XVI e di Étienne-François Turgot, naturalista, amministratore di Malta e governatore della Guyana francese. Figlio e padre furono sepolti nella Cappella dell'Hôpital Laënnec a Parigi.